# Répertoire International de Littérature Musicale
Il Répertoire International de Littérature Musicale, noto fra i musicologi come RILM, è un'organizzazione internazionale fondata nel 1966 a New York con lo scopo di documentare il più esaustivamente possibile la letteratura musicale ovunque prodotta nel mondo. Il RILM offre potenti strumenti di ricerca per rintracciare le ricerche musicologiche pubblicate su ogni aspetto della disciplina.

Il RILM raccoglie citazioni di articoli, libri, bibliografie, cataloghi, tesi dottorali e universitarie, raccolte celebrative, film, video, disegni tecnici di strumenti, edizioni in facsimile, iconografie, edizioni critiche, registrazioni di musica etnica, atti di convegni, recensioni. Ogni referenza fornisce il titolo della pubblicazione in lingua originale, la sua traduzione in inglese, i dati bibliografici completi, e un abstract corredato di indice di parole chiave. Molte delle referenze a pubblicazioni non in inglese includono un abstract nella lingua della pubblicazione. Il RILM ha un incremento annuo di circa 50.000 nuovi inserimenti.

Il gruppo nazionale italiano è RILM Italia.

## Storia
Il RILM fu fondato nel 1966 dal musicologo americano Barry S. Brook (1918-1997) sotto gli auspici dell'IMS-International Musicological Society e della IAML-Associazione Internazionale Biblioteche, Archivi e Centri di Documentazione Musicali. Alle due organizzazioni si aggiunse più tardi l'ICTM-International Council for Traditional Music. Al momento della fondazione, il RILM era il primo servizio bibliografico in campo umanistico, e fu scelto dall'American Council of Learned Societies (ACLS) per sviluppare un progetto pilota di servizio bibliografico computerizzato che potesse servire da modello alle oltre 30 società membri dell'ACLS. Le procedure computerizzate sviluppate dal RILM per il trattamento dei dati furono subito adottate dal Répertoire International de Littérature d’Art (RILA), che iniziò a pubblicare abstract sulla letteratura artistica su modello del RILM nel 1975.

## Organizzazione
Ciascuna delle tre società che hanno dato vita al RILM nomina quattro membri che siedono nella cosiddetta 'Commission Mixte International', il consiglio di amministrazione del RILM, ospitato al Graduate Center della City University of New York.
La capillare rete internazionale di collaboratori del RILM provvede a inviare le informazioni bibliografiche sulla produzione dei rispettivi paesi alla redazione centrale di New York, dove vengono tradotte, editate, indicizzate e aggiunte alla base dati online, aggiornata mensilmente. Le informazioni bibliografiche e gli abstract - così come gli articoli di riviste non ancora inclusi nel RILM - possono anche essere inviati direttamente alla redazione centrale.

## Pubblicazioni

### Pubblicazioni online
Le bibliografie prodotte dal RILM sono accessibili online tramite sottoscrizione a due basi dati: RILM Abstracts of Music Literature (RILM Current) e RILM Retrospective Abstracts of Music Literature (RILM Retro). RILM Retro contiene le indicazioni sulla letteratura pubblicata prima del 1967, mentre RILM Current va dal 1967 ad oggi, offrendo (nel 2015) più di 800.000 referenze a pubblicazioni in oltre 170 lingue e provenienti da più di 170 paesi.
La referenza più antica è una pubblicazione celebrativa del 1594, anche se naturalmente la stragrande maggioranza delle referenze è stata pubblicata nel XX secolo.

L'accesso è disponibile al pubblico nelle biblioteche che sottoscrivono il servizio.

### Pubblicazioni a stampa
La prima versione a stampa di RILM Current fu pubblicata nel 1999, e molti dei successivi volumi annuali sono tuttora disponibili. Oltre alla pubblicazione annuale, RILM pubblica delle bibliografie tematiche di letteratura musicale pubblicata prima del 1967 nella serie RILM Retrospective, iniziata nel 1972. La serie RILM Perspective, iniziata nel 2009, include invece contributi presentati alle conferenze sponsorizzate dal RILM.

Il RILM ha pubblicato un manuale di stile per la redazione di documenti di argomento musicale.